# Seznam čeških dirigentov
Seznam čeških dirigentov.

## A
- Petr Altrichter
- Karel Ančerl

## B
- Břetislav Bakala
- Antonin Balatka
- Milan Balcar
- Jiři Belohlavek (1946-2017)
- Ralph Benatzky (Rudolf Josef František Benatzky)
- Hilarion Benišek (češko-slovensko-srbski)
- Emerik Beran
- Tomáš Brauner
- Jaroslav Brych

## Č
- Adolf Čech

## D
- Pavel Dědeček
- Metod Doležil
- Antonín Leopold Dvořák

## E
- Radomil Eliška

## H
- Václav Vlastimil Hausmann
- Jakub Hrůša

## J
- Jaroslav Jankovec
- Otakar Jeremiáš
- Jaroslav Ježek
- Karel Boleslav Jirák
- Josip Jiranek

## K
- Dan Kalousek
- Vítězslava Kaprálová (1915-40)
- Miroslav Košler
- Zdeněk Košler
- Karel Kovařovic
- Jaroslav Krček
- Jaroslav Krombholc
- Rafael Kubelík

## L
- Jan Václav Lego (zborovodja na Slovenskem)

## M
- Stanislav Macura
- Lubomír Mátl

## N
- Oskar Nedbal
- Tomáš Netopil
- Václav Neumann
- Eduard Nápravník

## P
- Libor Pešek
- Josef Pičman
- Petr Popelka

## S
- Bedřich Smetana
- Václav Smetáček
- Walter Susskind
- Leoš Svárovský

## Š
- Jordan Šrámek
- David Švec

## T
- Václav Talich
- Vilém Tauský
- Bohumil Tomáš
- Zdeněk Tomáš

## V
- Vladimír Válek
- Josef Veselka

## Z
- David Zinman